# موستنینگ
موستنینگ (به آلمانی: Moosthenning) یک شهر در آلمان است که در دینگولفینگ-لینداو واقع شده‌است.

## خصوصیات
موستنینگ ۷۰٫۴۰ کیلومترمربع مساحت دارد ۳۶۸ متر بالاتر از سطح دریا واقع شده‌است.